# Gavriil Musicescu
Gavriil Musicescu   (Izmaïl, 20 de març de 1847 - Iași, 8 de desembre de 1903) va ser un compositor, musicòleg i director d'orquestra romanès.
Músic altament format, director d'orquestra i talentós organitzador d'una de les formacions corals més impressionants que mai hagin existit en sòl romanès —el cor metropolità de Iași— un dels primers musicòlegs a penetrar en l'essència dels tresors del folklore romanès, excel·lent pedagog musical, Gavriil. Musicescu va dur a terme als nivells més diversos un profund treball de creació, promoció dels valors artístics romanesos, educació musical.
És pare de la pianista i professora de piano Florica Musicescu i l'avi dels escriptors Ionel Teodoreanu i Alexandru O. Teodoreanu (Păstorel).

## Biografia
El seu cognom era Muzicenko, d'origen ucraïnès. Gavriil Musicescu va fer els seus primers estudis a la seva ciutat natal. Assisteix al Seminari a Huși durant 4 anys, després dels quals estudia al Conservatori de Iași.
Se sap que l'acadèmic bisbe Melchisedec Ștefănescu va reformar el Seminari Huși després de fer-se càrrec de la direcció de la institució, mitjançant el programa aplicat i l'eliminació dels càstigs corporals, que domaven més que educaven. Quan esdevingué bisbe, fundà un cor a la catedral de Huși.
Aquest cor va ser dirigit per un dels seus companys, Gavriil Musicescu, enviat pel bisbe per cursar estudis superiors, i que va tornar coneixent la música coral occidental. Musicescu serà apreciat fins i tot per la família imperial de Rússia, que li oferirà el càrrec de director.

Al bisbe li agradava molt seure a la catedral al vespre i escoltar aquests concerts.
| «                  | La repetició dels càntics es feia sota el campanar, i de vegades fins i tot a l'església. El vell dels ulls suaus va venir a escoltar un concert (com també vam sentir aquesta estranya paraula). Aleshores es van desembocar moltes orelles, quedant-se amb la facilitat de memoritzar peces senceres de la música superior dels clàssics | » |
| — Simion Mehedinti | |   |

Després de graduar-se al Conservatori, Gavriil Musicescu va ser nomenat professor de música a Ismail. Aquí té l'oportunitat de conèixer el repertori coral de l'església dels clàssics russos. Sent un hàbil director de cor i amb serioses inclinacions per la composició, va ser enviat a Petersburg, on va assistir a cursos d'harmonia i polifonia. De tornada al país (1872), Gavriil Musicescu va ser nomenat professor d'harmonia al Conservatori de Música de Iași.
Durant més de tres dècades, Gavriil Musicescu, amb competència i rigor, va guiar generacions de deixebles, establint una tradició de serietat i una autèntica experiència artística emocional en les obres elaborades. Al departament, va ser un zelós propagador de la cançó popular, esforçant-se constantment per mostrar als estudiants el camí cap al desenvolupament de la música romanesa centrant-se en la creació popular.
Com a director del Conservatori de Iași (1901-1903), Gavriil Musicescu va iniciar accions destinades a contribuir a l'educació musical del públic en general. El desenvolupament de l'orquestra del Conservatori i l'organització de conferències amb il·lustracions musicals van constituir un inici lloable. A partir del 15 de gener de 1876 també va ser director del cor de la Catedral de Iași, que dirigirà fins al final de la seva vida. Gavriil Musicescu va elevar aquesta formació en poc temps a un nivell desconegut fins aleshores a Romania. Per a aquest conjunt va escriure —a part d'obres destinades al servei religiós (litúrgies, concerts, etc.)— composicions corals profanes, que representen adaptacions de cançons populars. Juntament amb el cor va fer gires notables.

## Creació artística
L'any 1883, amb motiu de la inauguració de l'estàtua d'Esteve el Gran, Gavriil Musicescu va escriure la Cançó d'Esteve el Gran, recollida i ampliada actualment pel compositor Gheorghe Dumitrescu, a l'òpera Ioan Vodă cel Cumplit. A través de les seves cançons, Gavriil Musicescu va estar present en totes les manifestacions patriòtiques i culturals del país. El setembre de 1877, amb motiu de la gran reunió a la Universitat de Iasi, va compondre una marxa heroica alada titulada Arme, arme. Sota el títol Fiii României (Sons de Romania), la marxa es va cantar a les actuacions de gala en honor a la caiguda de Plevna. També va cantar als soldats romanesos les cançons Mortea viteaza i Oșteaul român, basades en lletres populars.
Una notable autenticitat artística és demostrada per Hora de la Plevna a la lletra de Vasile Alecsandri, Stejarul si cornul a la lletra popular, Ca un glob d'aur amb lletra de Dimitrie Bolintineanu.
Gavriil Musicescu va harmonitzar cançons populars i va publicar crítiques i estudis musicals, articles sobre el valor del folklore com a base per al desenvolupament de la música de culte.
El compositor i director d'orquestra Gavriil Musicescu va morir el 8 de desembre de 1903 a la ciutat de Iași. Va ser enterrat al cementiri Eternitatea de Iasi.
Els seus alumnes, Ion Vidu i Timotei Popovici, vinguts del Banat per estudiar a Iasi, com Enrico Mezzetti, Alexandru Zirra, van continuar la tradició del seu mestre, enriquint el repertori coral romanès amb obres valuoses. La tradició de direcció de Gavriil Musicescu va continuar a Iași per Antonin Ciolan i Vasile Popovici-Ieșeanu.